# Tandonia pinteri
Tandonia pinteri is een slakkensoort uit de familie van de Milacidae. De wetenschappelijke naam van de soort is voor het eerst geldig gepubliceerd in 1975 door Wiktor.